# 吉奧格縣 (俄亥俄州)
吉奧格縣（英語：Geauga County）是美国俄亥俄州東北部的一個縣，面積1,057平方公里。根據2020年美國人口普查，共有人口95,397人。縣治沙登 （Chardon）。該縣成立於1806年1月1日，縣名來自當地印第安人對浣熊的稱呼命名。